# Kerekek
A kerekek (oroszul кереки) egy népcsoport az oroszországi Csukcsföldön. A 2010-es népszámlálás szerint már csak négyen voltak.

## Történelem és lakóhely
A kerekek Csukcsföld Anadiri járásában, Mejnipilgino településen élnek.

## Népesség
A különböző összeírásokkor a kerekek száma a következőképpen alakult Oroszországban:
- 1897-ben: 102 fő
- 2002-ben: 8 fő
- 2010-ben: 4 fő